# Подгруппа хрома
Подгру́ппа хро́ма — химические элементы 6-й группы периодической таблицы химических элементов (по устаревшей классификации — элементы побочной подгруппы VI группы). 
В группу входят хром Сr, молибден Mo, вольфрам W и сиборгий Sg. На внешнем энергетическом уровне у атомов хрома и молибдена находится один электрон, у вольфрама и сиборгия — два, поэтому характерным признаком данных элементов является металлический блеск, что и отличает эту побочную подгруппу от главной. Степень окисления в соединениях всех элементов подгруппы хрома равна +6, а также +5, +4, +3 и +2. По возрастанию порядкового номера элементов возрастает и температура плавления. Например, вольфрам — самый тугоплавкий металл, его температура плавления составляет 3390 °C. Элементы подгруппы достаточно устойчивы к внешним факторам (воздух, вода). По физическим и химическим свойствам молибден и вольфрам сходны, но отличаются от хрома.

## Применение
Вольфрам, как самый тугоплавкий из всех элементов, широко применяется в металлургии. Молибден широко применяется в металлургии. Наиболее часто хром находит своё применение при производстве легированных сталей.

## Свойства

### Физические свойства

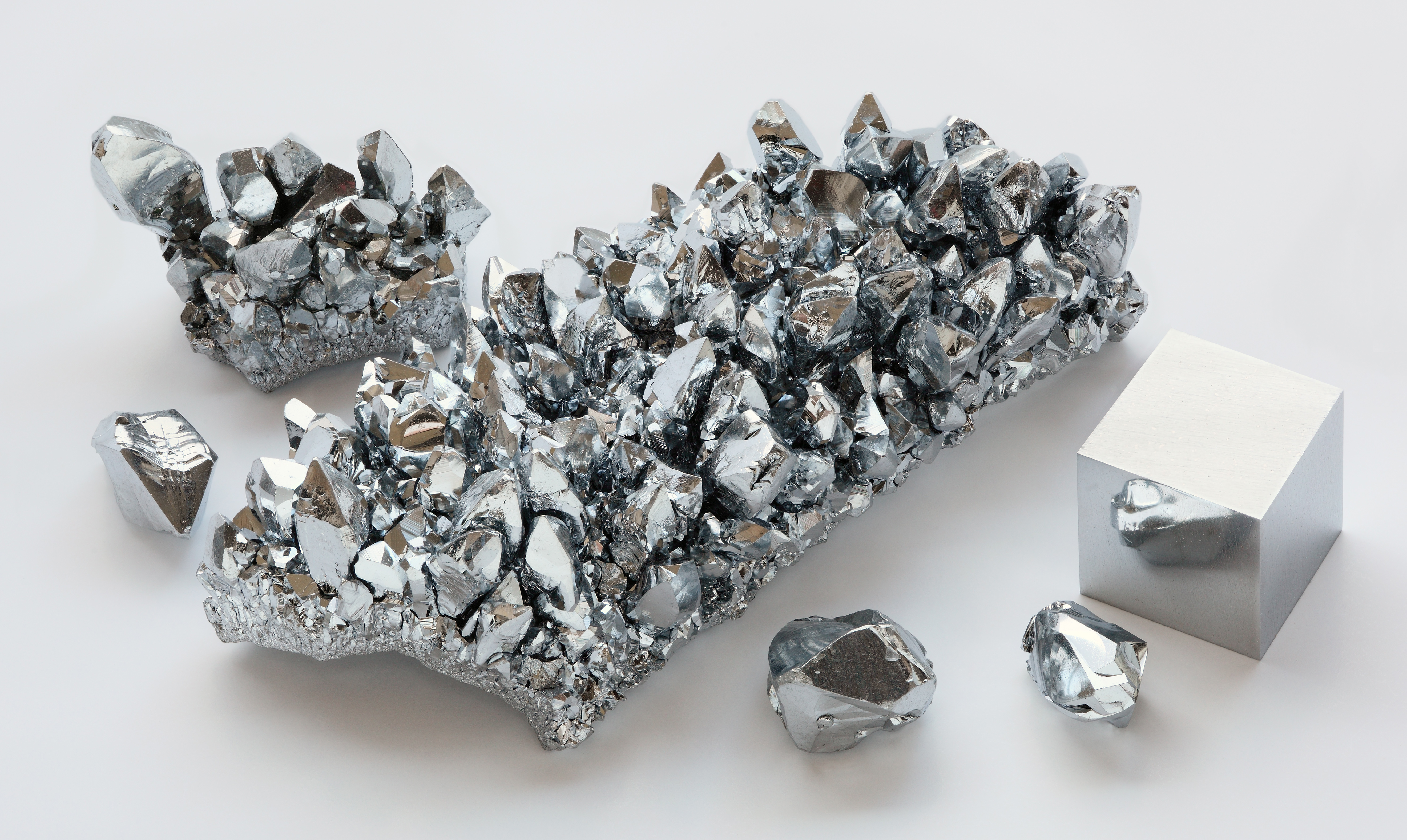
Хром
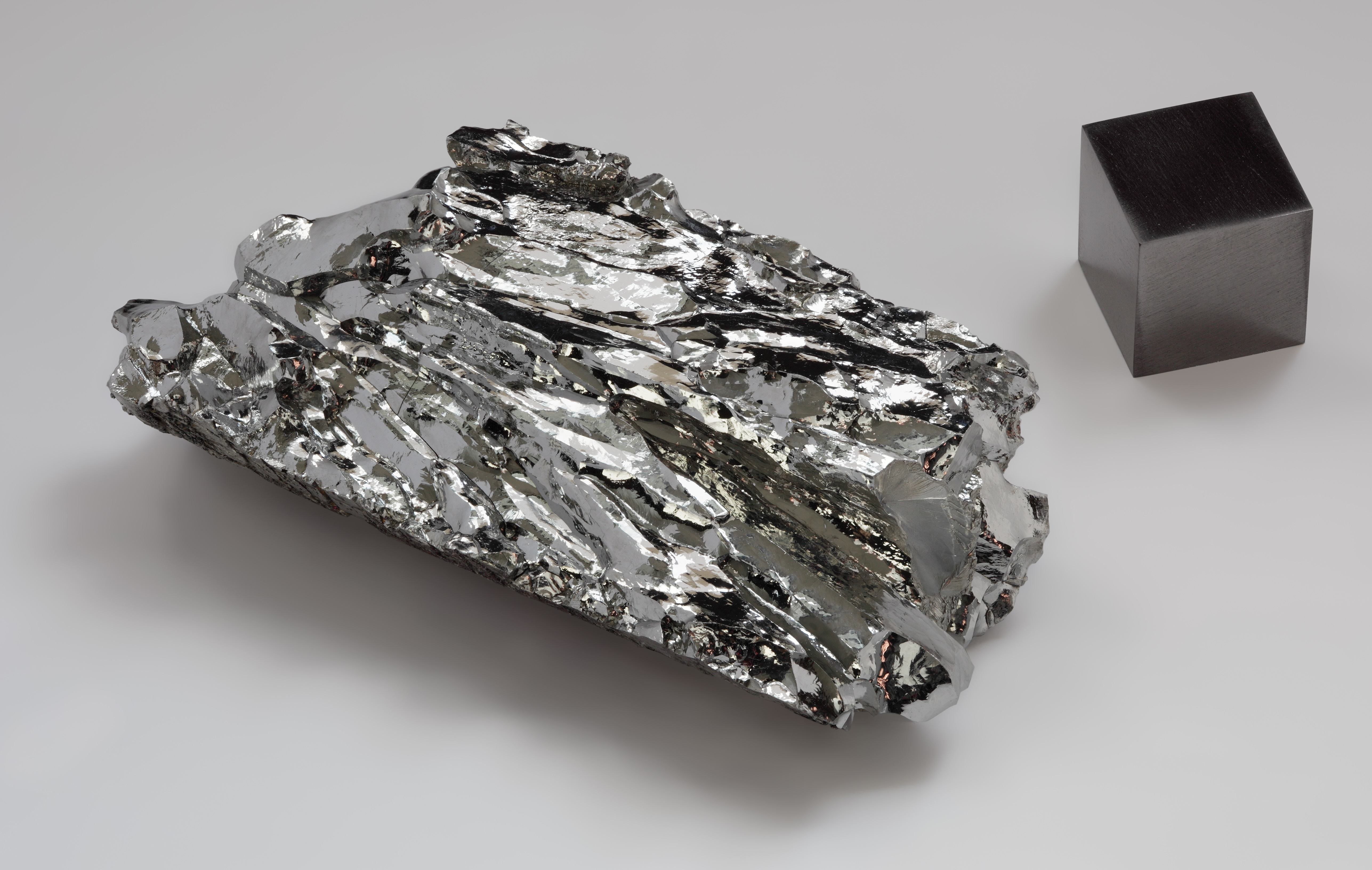
Молибден
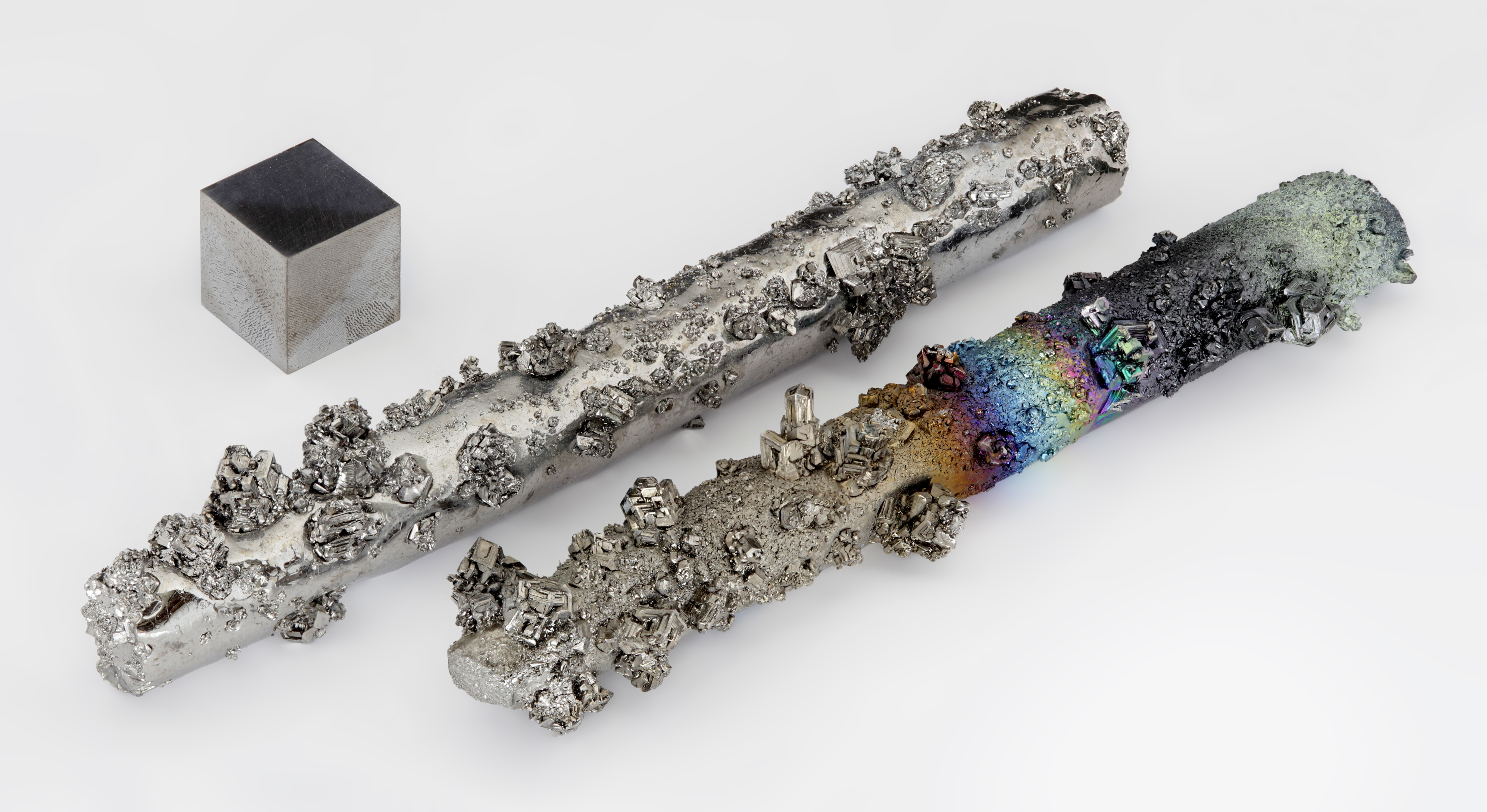
Вольфрам